# Maruim (Sergipe)
Maruim é um município da Região da Grande Aracaju do estado de Sergipe, próximo à Região Metropolitana de Aracaju, localizado na Região Nordeste do Brasil. Faz limites com os municípios de Divina Pastora, Rosário do Catete, Santo Amaro das Brotas e Laranjeiras.
O município é atravessado pela BR-101, que o liga a municípios do norte e do sul de Sergipe, bem como a outros estados do Brasil. Maruim também é o ponto de partida da Rodovia SE-240, que faz a ligação entre a BR-101 e o Porto de Sergipe.

## Topônimo
"Maruim" é originário do termo tupi mberu'i, que significa "mosca pequena".

## História
Segundo alguns historiadores, Sergipe nasceu em Maruim. Recentemente, a bióloga e historiadora Maria Lúcia Marques Cruz e Silva, filha de Maruim, expôs achados históricos do município. São milhares de peças e documentos que revelam o apogeu e a decadência do Empório de Sergipe. A força política desse município já foi tão grande que houve épocas em que existiam oito consulados, todos construídos graças às plantações de cana-de-açúcar e de algodão, os quais atraíam os europeus.
O primeiro povoamento nasceu no encontro dos rios Sergipe e Ganhamoroba, aos arredores do Porto das Redes (antiga Alfândega de Sergipe). Mas, como havia muitos mosquitos, a povoação se mudou do local.
Maruim já foi dependente de Santo Amaro e Rosário do Catete, somente vindo a ser emancipada após o governador da época, Manoel Ribeiro da Silva Lisboa, em 19 de fevereiro de 1835, elevá-la à categoria de vila e, logo em seguida, à de cidade.

## Geografia
Localiza-se a uma latitude 10º44'15" sul e a uma longitude 37º04'54" oeste, estando a uma altitude de dez metros. Sua população estimada em 2004 era de 15 850 habitantes.
Possui uma área de 95,22 km².

## Bairros e povoados do município
- Boa Hora
- Coelho
- São José
- Gentil
- Caetitu
- Maragipe
- Mata de São José
- Pau Ferro
- Pedra Branquinha
- Oiteiros
- Pedras